# Die Buddy Holly Story
Die Buddy Holly Story ist eine US-amerikanische Filmbiografie aus dem Jahr 1978. Die Literaturverfilmung der Biographie Buddy Holly: His Life and Music von John Goldrosen erzählt die letzten drei Jahre des Musikers Buddy Holly, gespielt von Gary Busey.

## Handlung
Der Radiomoderator Riley Randolph glaubt an das Talent von Buddy Holly, der mit seiner Schülerband The Crickets noch vereinzelt vor kleinem Publikum in Lubbock, Texas auftritt. Und trotz aller Warnungen von Familie, Freunden und der Kirche, dass Rock ’n’ Roll eine Gefahr für die Jugend darstelle, ermöglicht er es Holly und seinen Freunden, ihr erstes Album in Nashville, Tennessee aufzunehmen. Doch der erste Versuch geht schief, denn entgegen der eigenen Meinung halten die dortigen Musikproduzenten ihn für zu schwarz und Elvis Presley zu ähnlich, weswegen sie Buddy Holly und die Chrickets in ein Korsett aus Country-Musik zwängen wollen. Holly schlägt dem Musikproduzenten mit der Faust ins Gesicht und glaubt, dass seine Musikkarriere nun beendet sei. Aber derweil schickte Riley ein heimlich mitgeschnittenes Demotape nach New York City. Dort wird diese Aufnahme, noch bevor die Musiker überhaupt einen Vertrag unterschrieben haben, als Album gepresst und verkauft.
Nachdem sie bereits 75.000 US-Dollar ohne Vertrag verdient haben, unterzeichnen sie nur unter der Bedingung, ihre Alben selbst produzieren zu dürfen, einen Plattenvertrag. Wegen ihrer Musik werden sie immer wieder für Afroamerikaner gehalten, sodass sie durch ein Versehen, als erste weiße Künstler überhaupt, im ehrwürdigen Apollo Theater in Harlem vor schwarzem Publikum auftreten. Dabei gewinnt er den Respekt der schwarzen Gemeinde und geht beispielsweise mit Sam Cooke auf  Tour. Während Buddy Holly es schafft, die Liebe der jungen Puerto-Ricanerin Maria Elena zu gewinnen, verdienen er und seine Band ein Vermögen. Allerdings entbricht auch Streit innerhalb der Band: Nachdem man sich nicht über den Wohnort einigen konnte, fühlen sich Jesse und Ray Bob von Buddy Hollys Präsenz erdrückt und schlagen ihm während eines Streits vor der Aufnahme der „Ed Sullivan Show“ einen Zahn aus.
Die Band zerbricht und Buddy Holly macht als Solokünstler weiter und nimmt sein erstes eigenes Album auf. Auf Anraten seines Managers geht er auf eine letzte Tour im Jahr und lässt seine schwangere Frau Maria Elena zurück. Jesse und Ray Bob überraschen während der Tour Maria Elena und erzählen ihr, dass sie planen, wieder mit Buddy Holly zu spielen. Doch dieser stirbt nach seinem letzten Konzert in Clear Lake, Iowa zusammen mit Ritchie Valens und The Big Bopper bei einem Flugzeugabsturz, welcher als „The Day the Music Died“ in die Musikgeschichte einging.

## Kritik
„Die Buddy Holly Story hat nur eine Art von Geschichte, denn bei der B-Movie-Handlung wurden alle Krisen und vermeintlichen Bösewichte diskret entfernt. […] Es sind Gary Buseys wachrüttelnde Einzelauftritte, die einem ansonsten formlosen und faden Spielfilm über die amerikanische Rock-’n’-Roll-Legende, die bei einem Flugzeugabsturz 1959 starb, Sinn verleiht.“

„Unterhaltsamer Musikfilm, der nicht idealisiert, sondern in sympathischer Weise ein Stück Lebens- und Musikgeschichte porträtiert.“

## Hintergrund
Obwohl der Film angibt, dass Buddy Holly als erster Weißer im Apollo Theater spielte, war dies in Wirklichkeit Jimmy Cavallo.

## Auszeichnungen
- eine Auszeichnung bei der Oscarverleihung 1979 für die Beste Filmmusik sowie zwei Nominierungen (Bester Hauptdarsteller, Bester Ton)
- eine Nominierung des Golden Globes als Bester Hauptdarsteller – Komödie oder Musical für Gary Busey
- eine Auszeichnung der Los Angeles Film Critics Association Awards für den Besten Nachwuchsdarsteller
- eine Auszeichnung der National Society of Film Critics Award für den Besten Hauptdarsteller

## Veröffentlichung
Die Buddy Holly Story startete am 19. Mai 1978 in den Kinos und konnte 14,3 Mio. US-Dollar einspielen.